# Keith Edgard Roe
Keith Edgard Roe (1937 ) es un botánico estadounidense
Trabajó activamente en el "Dto. de Botánica, de la Universidad de Wisconsin, Madison. De 1977 a 1990 oposita y gana la Dirección de la Biblioteca de Ciencias de la Vida, de la Universidad de Pensilvania.

## Algunas publicaciones
- Roe, KE. 1967. Chromosome Size in Solanum & Cyphomandra: Taxonomic & Phylogenetic Implications. The Am. Nat. : 101: 919, p. 295-297

- Roe, KE. 1967. A revision of Solanum sect. Brevantherum (Solanaceae) in North & Central America. Brittonia: 353-373.

- Roe, KE. 1975. The flowering phenology of North American plants: A bibliography. Ed. Life Sciences Library

- Roe, KE. 1975. Origin of the alternation of generations in plants: Reconsideration of the traditional theories. 13 p. Biologist

- Schaefer, CW; KE Roe; SM Lawani. 1977. Citation Analysis. BioScience: 27: 7 p. 442-444

- Roe, KE. 1981. Life Sciences Library. Ed. Pennsylvania State University. 10 p.

### Libros
- Roe, KE; RG Frederick (eds.) 1981. Dictionary of Theoretical Concepts in Biology. Ed. Scarecrow Press. 380 p. ISBN 0-8108-1353-X

- Roe, KE. 2007. Theories on the Origin of Alternation. History of Conflict & Convergence. Ed. Infinity Pub. 84 p. ISBN 0-7414-4118-7
- La abreviatura «K.E.Roe» se emplea para indicar a Keith Edgard Roe como autoridad en la descripción y clasificación científica de los vegetales.[1]